# Tel Aviv Pioneers 2022-2023
Questa voce raccoglie le informazioni riguardanti i Tel Aviv Pioneers nelle competizioni ufficiali della stagione 2022-2023.

## Israel Football League 2022-2023

### Stagione regolare
| Ramat HaSharon 20 gennaio 2023, ore 9:00 1ª giornata | Ramat HaSharon Hammers | 50 – 20 | Tel Aviv Pioneers | Dudu Dotan |

| Bet Shemesh 28 gennaio 2023, ore 20:00 2ª giornata | Beit Shemesh Rebels | 52 – 54 | Tel Aviv Pioneers |  |

| Gerusalemme 2 marzo 2023, ore 20:00 7ª giornata | Tel Aviv Pioneers | 50 – 0 | Petah Tikva Troopers | Kraft Sports Campus |

| Beer Sheva 9 marzo 2023, ore 21:00 8ª giornata | Beer Sheva Spartans | 6 – 48 | Tel Aviv Pioneers | Sportek Beer Sheva |

| Gerusalemme 16 marzo 2023, ore 9:00 9ª giornata | Tel Aviv Pioneers | 14 – 36 | Ramat HaSharon Hammers | Kraft Sports Campus |

| Gerusalemme 30 marzo 2023, ore 19:30 11ª giornata | Jerusalem Lions | 12 – 22 | Tel Aviv Pioneers | Kraft Sports Campus |

| Gerusalemme 13 aprile 2023, ore 20:00 12ª giornata | Tel Aviv Pioneers | 50 – 30 | Carmel Dogs | Kraft Sports Campus |

| Mazkeret Batya 27 aprile 2023, ore 21:00 Recupero della 4ª giornata | Mazkeret Batya Silverbacks | 8 – 54 | Tel Aviv Pioneers |  |

### Playoff
| Petah Tiqwa 12 maggio 2023, ore 9:30 Semifinale | Tel Aviv Pioneers | 24 – 0 | Carmel Dogs | Stadio HaMoshava |

| Gerusalemme 19 maggio 2023, ore 19:30 XVI Israbowl | Ramat HaSharon Hammers | 36 – 42 | Tel Aviv Pioneers | Kraft Sports Campus |

### Statistiche di squadra
| Competizione      | %Vittorie | In casa | In casa | In casa | In casa | In casa | In casa | In trasferta | In trasferta | In trasferta | In trasferta | In trasferta | In trasferta | Totale | Totale | Totale | Totale | Totale | Totale |
| Competizione      | %Vittorie | G       | V       | N       | P       | Pf      | Ps      | G            | V            | N            | P            | Pf           | Ps           | G      | V      | N      | P      | Pf     | Ps     |
| ----------------- | --------- | ------- | ------- | ------- | ------- | ------- | ------- | ------------ | ------------ | ------------ | ------------ | ------------ | ------------ | ------ | ------ | ------ | ------ | ------ | ------ |
| Stagione regolare | .750      | 3       | 2       | 0       | 1       | 114     | 66      | 5            | 4            | 0            | 1            | 198          | 128          | 8      | 6      | 0      | 2      | 312    | 194    |
| Playoff           | 1.000     | 1       | 1       | 0       | 0       | 24      | 0       | 1            | 1            | 0            | 0            | 42           | 36           | 2      | 2      | 0      | 0      | 66     | 36     |
| Totale            | .800      | 4       | 3       | 0       | 1       | 138     | 114     | 6            | 5            | 0            | 1            | 240          | 164          | 10     | 8      | 0      | 2      | 378    | 230    |